# نظریه بی‌سازمانی اجتماعی
نظریه بی‌سازمانی اجتماعی (به انگلیسی: Social disorganization theory) در جامعه‌شناسی، نظریه‌ای است که توسط مکتب شیکاگو، در راستای نظریه‌های بوم‌شناختی ایجاد شده‌است. این نظریه به‌طور مستقیم نرخ جرم و جنایت را به ویژگی‌های زیست‌محیطی محله مرتبط می‌کند. یک اصل اصلی نظریه بی‌سازمانی اجتماعی که مکان را مهم می‌داند. به عبارت دیگر، محل سکونت یک فرد، عامل مهمی است که احتمال درگیر شدن آن فرد در فعالیت‌های غیرقانونی را شکل می‌دهد. این نظریه نشان می‌دهد در میان عوامل تعیین‌کننده فعالیت غیرقانونی بعدی یک فرد، مکان سکونت به اندازه یا مهم‌تر از ویژگی‌های فردی فرد (به عنوان مثال، سن، جنس، یا نژاد) مهم است. به عنوان مثال، نظریه استدلال می‌کند جوانان محله‌های محروم چون در خرده‌فرهنگی شرکت می‌کنند که بزهکاری را تأیید می‌کند، بنابراین چنین جوانانی در این محیط اجتماعی و فرهنگی تبهکار می‌شوند.
لری گینز و راجر میلر در کتاب عدالت کیفری در کنش بیان می‌کنند جرم عمدتاً محصول شرایط نامطلوب در جوامع خاص است. بر اساس نظریه بی‌سازمانی اجتماعی، عوامل اکولوژیکی وجود دارد که منجر به نرخ بالای جرم و جنایت در این جوامع می‌شود و این عوامل با افزایش مداوم سطوح «ترک تحصیل از دبیرستان، بیکاری، خرابی زیرساخت‌ها و خانه‌های تک‌والدی» مرتبط است (گینز و میلر). در نظر گرفته شده‌است که این نظریه برای همه انواع جرم و جنایت، فقط جرایم خیابانی در سطح محله اعمال شود. این نظریه برای توضیح جرایم سازمان‌یافته، جرایم سازمانی، یا رفتار انحرافی استفاده نشده‌است که در خارج از محیط‌های محله اتفاق می‌افتد.
تا اوایل دهه ۱۹۷۰، این نظریه به تبیین روان شناختی جرم و جنایت تبدیل شد. بررسی اجمالی اخیر نظریه بی‌سازمانی اجتماعی، از جمله پیشنهادهایی برای اصلاح و بسط این نظریه، مقاله‌ای در مجله کوبرین و ویتزر (۲۰۰۳) است.

## پارک و برگس
رابرت ازرا پارک و ارنست برگس (۱۹۲۵) نظریه ای از بوم‌شناسی شهری را توسعه دادند که استدلال کرد شهرها محیط‌هایی مانند محیط‌هایی موجود در طبیعت هستند و توسط بسیاری از نیروهای مشابه تکامل داروینی اداره می‌شوند یعنی رقابت که بر اکوسیستم طبیعی تأثیر می‌گذارد. وقتی یک شهر شکل می‌گیرد و رشد می‌کند، مردم و فعالیت‌هایشان در یک منطقه خاص جمع می‌شوند. (این فرایند تمرکز است) به تدریج، این منطقه مرکزی بسیار پرجمعیت می‌شود، بنابراین پراکندگی مردم و فعالیت‌های آنها از شهر مرکزی برای ایجاد حومه‌ها دور می‌شود. (این پراکندگی است).
آنها پیشنهاد کردند در طول زمان، رقابت برای زمین و سایر منابع کمیاب شهری منجر به تقسیم فضای شهری به طاقچه‌های اکولوژیکی متمایز، مناطق طبیعی یا مناطقی می‌شود که در آن افراد دارای ویژگی‌های اجتماعی مشابه هستند زیرا تحت فشارهای زیست‌محیطی یکسانی قرار دارند. زمانی که یک منطقه مرفه تر و مطلوب می‌شود، ارزش ملک و اجاره افزایش می‌یابد و افراد و مشاغل به آن منطقه مهاجرت می‌کنند. معمولاً در یک فرایند پارک و برگس به نام جانشینی (اصطلاحی که از اکولوژی گیاهی به عاریت گرفته شده‌است) از مرکز شهر به سمت بیرون حرکت می‌کنند و ساکنین جدید جای آنها را می‌گیرند.
در هر دو سطح خرد و کلان، تصور می‌شد جامعه به عنوان یک ابر ارگانیسم عمل می‌کند، جایی که تغییر جنبه طبیعی روند رشد است و نه آشفته و نه بی نظم است؛ بنابراین، یک منطقه سازمان یافته توسط عناصر جدید مورد هجوم قرار می‌گیرد. این منجر به رقابت محلی می‌شود یا جانشینی یا سازگاری وجود خواهد داشت که منجر به سازماندهی مجدد می‌شود ولی در مراحل اولیه رقابت، همیشه سطحی از بی نظمی وجود خواهد داشت زیرا در ساختار هنجاری جامعه اختلال ایجاد خواهد شد (یا خرابی‌هایی در آن) که ممکن است منجر به رفتار انحرافی شود یا نباشد؛ بنابراین، اگرچه شهر یک سازمان فیزیکی بود، اما ساختارهای اجتماعی و اخلاقی نیز داشت که می‌توانستند سازماندهی شوند.
مدل آنها - مشهور به مدل مناطق متحدالمرکز بود و اولین بار در شهر (۱۹۲۵) منتشر شد - پیش‌بینی کرد پس از رشد کامل، شهرها به شکل پنج حلقه متحدالمرکز درمی‌آیند که نواحی زوال اجتماعی و فیزیکی در نزدیکی مرکز شهر و مناطق مرفه‌تر در نزدیکی حاشیه شهر متمرکز می‌شوند. این نظریه به دنبال توضیح وجود مشکلات اجتماعی مانند بیکاری و جرم و جنایت در مناطق خاص شیکاگو است و با استفاده گسترده از نقشه‌برداری synchronic برای آشکار کردن توزیع فضایی مشکلات اجتماعی و اجازه مقایسه بین مناطق است. آنها استدلال کردند شرایط همسایگی، خواه از لحاظ ثروت یا فقر، تأثیر تعیین‌کننده‌تری بر رفتار مجرمانه نسبت به قومیت، نژاد یا مذهب داشت. (گینز و میلر). در دوران پس از جنگ، رویکرد نقشه‌کشی به عنوان ساده انگارانه مورد انتقاد قرار گرفت از آنجایی که ابعاد اجتماعی و فرهنگی زندگی شهری، تأثیر سیاسی و اقتصادی صنعتی بر جغرافیای شهری و مسائل طبقه، نژاد، جنسیت و قومیت نادیده گرفته شد.

## ساترلند
ادوین ساترلند مفهوم بی‌سازمانی اجتماعی را برای توضیح افزایش جرم و جنایت پذیرفت که با دگرگونی جوامع پیشسواد و خرده‌دهقان‌پیشه همراه بود - که در آن تأثیرات اطراف یک شخص ثابت، یکنواخت، هماهنگ و منسجم بود - به تمدن مدرن غرب، که به اعتقاد او با ناهماهنگی، درگیری، و سازماندهی نشدن مشخص می‌شود. (۱۹۳۴: ۶۴) او هم به این باور داشت تحرک، رقابت اقتصادی، و ایدئولوژی فردگرایان که سرمایه داران و توسعه صنعتی را همراهی می‌کردند مسئول فروپاشی خانواده بزرگ و محله‌های همگن به‌عنوان عوامل کنترل اجتماعی بودند. شکست گروه‌های خویشاوند گسترده، قلمرو روابطی را که دیگر تحت کنترل جامعه نبود، گسترش داد و کنترل‌های دولتی را تضعیف کرد و منجر به جرایم و بزهکاری مداوم سیستماتیک شد.
ساترلند همچنین باورمند بود چنین بی‌سازمانی باعث و تقویت سنت‌های فرهنگی و درگیری‌های فرهنگی می‌شود که از فعالیت‌های ضد اجتماعی حمایت می‌کنند. کیفیت سیستماتیک رفتار، بر خلاف رویدادهای تصادفی، اشاره به توهین تکراری، الگودار یا سازماندهی شده بود. او فرهنگ قانون‌مدار را غالب و گسترده‌تر از دیدگاه‌های فرهنگی جرم‌زای جایگزین به تصویر می‌کشد و اگر برای این منظور سازماندهی شود قادر به غلبه بر جنایت سیستماتیک است. (۱۹۳۹: ۸) ولی از آنجا که جامعه حول محور منافع فردی و گروهی کوچک سازماندهی شده‌است، جامعه اجازه می‌دهد تا جنایت ادامه یابد. ساترلند به این نتیجه رسید اگر جامعه با توجه به ارزش‌های مندرج در قانون سازماندهی شود، جرم منتفی است؛ اگر سازماندهی نشده باشد، جنایت ادامه می‌یابد و توسعه می‌یابد. (۱۹۳۹:۸)
ساترلند در آثار بعدی از مفهوم بی‌سازمانی اجتماعی به سازمان‌دهی اجتماعی متمایز تغییر جهت داد تا پیچیدگی سطوح سازمان‌دهی با هم تداخل و متضاد را در یک جامعه نشان دهد.

## کاوان
در سال ۱۹۲۸، روث شونل کاوان خودکشی را تولید کرد. مطالعه‌ای در مورد بی نظمی شخصی که در آن او تأیید کرد که میزان مرگ‌ومیر بدون توجه به شرایط اقتصادی و اجتماعی نسبتاً پایدار است. علیرغم یافتن این نتیجه، کاوان از وضعیت هیئت علمی در شیکاگو کنار گذاشته شد. او شش سال در کمیته‌های پژوهشی مختلف خدمت کرد و سپس به کالج راکفورد در ایلینوی نقل مکان کرد.
او به ویژه به سالن‌های رقص، فاحشه‌خانه‌ها، دیوانگی، طلاق، رای ندادن، خودکشی و سایر اشکال رفتار مسئله‌ساز اجتماعی، مطالعه زندگی کاری دختران تجاری و پراکندگی آنها در مناطق شیکاگو (۱۹۲۹) علاقه داشت که مورد علاقه اصلاح طلبان سیاسی بود. کاوان (۱۹۵۳) تا حدی در نتیجه مطالعات خود بر اهمیت عملکرد کارآمد کل نظم اجتماعی تنظیم جنسیت تأکید کرد. در حالی که تغییراتی در ترتیبات خاص وجود دارد، همه جوامع شامل گروه‌های خانوادگی هستند، ازدواج را منع می‌کنند، ازدواج را تحریم می‌کنند، بیشتر ولادت‌های مشروع را تأیید می‌کنند تا نامشروع و به ازدواج به عنوان تاییدشده‌ترین راه برای ابراز جنسی بزرگسالان نگاه کنید.
او به کار برای بررسی بزهکاری در کشورهای مختلف (۱۹۶۸) ادامه داد و در سال ۱۹۸۳ برای نوشتن دربارهٔ خود به مکتب شیکاگو بازگشت.

## شاو و مک‌کی
نقشه‌برداری همچنین می‌تواند توزیع فضایی بزهکاری و جرم را نشان دهد، اما نمی‌تواند نتایج را توضیح دهد. در واقع، چنین پژوهش‌هایی اغلب از نظر سیاسی برای نسبت دادن بی‌اخلاقی به گروه‌های جمعیتی یا قومیت‌های خاص استفاده شده‌است. نظریه بی‌سازمانی اجتماعی و نظریه انتقال فرهنگی پیامدهای زمانی را بررسی می‌کند که یک جامعه قادر به انطباق با ارزش‌های مشترک و حل مشکلات ساکنانش نیست.
کلیفورد شاو و هنری دی. مک‌کی (۱۹۴۲) نظریه ساترلند در مورد رفتار مجرمانه سیستماتیک را به کار گرفتند و مدعی شدند بزهکاری در سطح فردی ایجاد نشده‌است بلکه پاسخی طبیعی توسط افراد عادی به شرایط غیرعادی است. بدین ترتیب، اگر جامعه‌ای خودپلیسی نباشد و اگر توسط سازمان‌های بیرونی به‌طور ناقص کنترل شود، برخی از افراد آزادی نامحدودی را برای بیان تمایلات و خواسته‌های خود اعمال می‌کنند که اغلب منجر به رفتارهای بزهکارانه می‌شود. آنها مدل منطقه متحدالمرکز را در نظر گرفتند و یک wikt:دیاکرونیک تجزیه و تحلیل برای نشان دادن اینکه بزهکاری قبلاً در مناطق شهری پراکنده بود و گروه‌های ثروتمند و مهم بیشتری برای جلوگیری از بی نظمی اجتماعی موجود حرکت کردند.
مفاهیم، فرضیه‌ها و روش‌های پژوهش آنها تأثیر زیادی بر تحلیل بزهکاری و جرم داشته‌است. متغیرهای وابسته آنها در نرخ بزهکاری با دستگیری، حضور در دادگاه، و قضاوت دادگاه در مورد تعهد سازمانی اندازه‌گیری شد. متغیرهای مستقل آنها شرایط اقتصادی بر اساس مساحت مایل مربع، ناهمگونی قومی و گردش جمعیت بود. این متغیرها بر اساس محل زندگی بزهکاران بود و شامل مردان ۱۰ تا ۱۶ ساله بود که به دادگاه اطفال و نوجوانان شکایت کرده بودند. (۵۶۰۰۰ پرونده دادگاه نوجوانان از ۱۹۰۰ تا ۱۹۳۳ به عنوان داده استفاده شد). چارچوب‌های زمانی که آنها انتخاب کردند الگوهای قوی مهاجرت مهاجران را نشان داد. شاو و مک‌کی باورمند بودند می‌توانند نشان دهند آیا بزهکاری توسط گروه‌های مهاجر خاصی ایجاد شده‌است یا محیطی که مهاجران در آن زندگی می‌کنند:
- اگر نرخ بالای بزهکاری برای گروه‌های مهاجر خاص در طول مهاجرت آن‌ها از طریق محیط‌های مختلف اکولوژیکی شهر بالا باقی بماند، آن‌گاه بزهکاری می‌تواند با ویژگی‌های متمایز قانون اساسی یا فرهنگی آنها مرتبط باشد.
- اگر نرخ بزهکاری با جابجایی مهاجران در محیط‌های زیست‌محیطی مختلف کاهش می‌یابد، آنگاه بزهکاری نمی‌تواند با قانون اساسی مهاجران مرتبط باشد ولی باید به نحوی با محیط خود در ارتباط باشند.

شاو و مک‌کی نشان دادند بی‌سازمانی اجتماعی در مناطق شهری که تنها مکان‌هایی بودند که فقرای تازه‌وارد می‌توانستند زندگی کنند، بومی است. در این مناطق، نرخ بالای گردش مالی در جمعیت (بی‌ثباتی مسکونی)، و ترکیبی از افراد با پیشینه‌های فرهنگی مختلف (تنوع قومی) وجود داشت. تحلیل‌های شاو و مک‌کی که نرخ بزهکاری را با این ویژگی‌های ساختاری مرتبط می‌کند، حقایق کلیدی را در مورد همبستگی‌های اجتماعی جرم و بزهکاری ایجاد کرد:
- نرخ بزهکاری نوجوانان با یک الگوی فضایی منظم مطابقت داشت، با بالاترین میزان در مناطق درون‌شهری، و با افزایش فاصله از مرکز شهر، این میزان کاهش می‌یابد.
- یک الگوی فضایی یکسان وجود داشت که توسط شاخص‌های مختلف دیگر مشکلات اجتماعی آشکار شد.
- الگوی فضایی نرخ بزهکاری پایداری بلندمدت قابل توجهی را نشان داد، حتی اگر ساختار ملیت جمعیت در مناطق درون‌شهری در طول دهه‌ها به شدت تغییر کرد.
- در مناطق درون‌شهری، روند بزهکاری از طریق شبکه ای از روابط بین فردی، شامل خانواده، باندها و محله اتفاق افتاد.

با مقایسه نقشه‌ها، شاو و مک‌کی متوجه شدند الگوی نرخ بزهکاری با مناطق شهری طبیعی مدل مناطق متحدالمرکز پارک و برگس مطابقت دارد. این گواه این نتیجه بود که نرخ بزهکاری همیشه برای منطقه خاصی از شهر (منطقه زیست‌محیطی ۲) بالا باقی می‌ماند، صرف نظر از اینکه کدام گروه مهاجر در آنجا زندگی می‌کردند. از این رو، بزهکاری قانونی نبود، بلکه باید با محیط زیست‌بوم شناختی خاصی که در آن رخ می‌دهد مرتبط باشد. در این زمینه، شاو و مک کی اظهار داشتند که تنوع قومی در ارتباطات میان بزرگسالان تداخل دارد و ارتباط مؤثر در مواجهه با تنوع قومی کمتر است زیرا تفاوت در رسوم و فقدان تجربیات مشترک ممکن است باعث ترس و بی‌اعتمادی شود.
اگرچه پژوهش در کشورهای مختلف به حمایت از یافته‌های شاو و مک‌کی مبنی بر اینکه نرخ بزهکاری در مناطقی با افول اقتصادی و بی‌ثباتی بالاتر است، حمایت می‌کند ولی این پژوهش نشان نداده‌است که نرخ جرم و جنایت از نظر فضایی از مرکز شهر به بیرون پراکنده می‌شود. در واقع، در برخی کشورها، ثروتمندان در مراکز شهرها زندگی می‌کنند، در حالی که فقیرترین مناطق در نزدیکی حاشیه شهرها هستند. علاوه بر این، کار آنها به این موضوع توجه نمی‌کند که چرا عدم بزهکاری قابل توجهی در حوزه‌های بزهکاری وجود دارد؛ بنابراین، این نظریه علل اجتماعی بزهکاری را شناسایی می‌کند که به نظر می‌رسد در مناطق جغرافیایی خاصی قرار دارند ولی نتایج آن کاملاً قابل تعمیم نیست. برای بحث کلی در مورد کار آنها، اسنودگراس (۱۹۷۶) را ببینید.
طرح منطقه شیکاگو شاو و مک‌کی نمونه‌ای از تمرین جرم‌شناسی عمومی است.

## فاریس
رابرت ای. لی فاریس (۱۹۵۵) مفهوم بی‌سازمانی اجتماعی را برای توضیح آسیب‌شناسی‌های اجتماعی و مسایل اجتماعی به‌طور کلی، از جمله جنایت، خودکشی، بیماری روانی و شورش گسترش داد. او با تعریف سازمان به عنوان الگوهای قطعی و پایدار روابط مکمل (۱۹۵۵:۳)، بی‌سازماندهی اجتماعی را تضعیف یا تخریب روابطی تعریف کرد که یک سازمان اجتماعی را در کنار هم نگه می‌دارد. (۱۹۵۵:۸۱). چنین مفهومی قرار بود به‌طور عینی به عنوان وضعیت قابل اندازه‌گیری یک نظام اجتماعی، مستقل از تأیید یا عدم تأیید شخصی به کار گرفته شود. هنگامی که در مورد جرم به کار رفت، گزاره اصلی فاریس این بود که نرخ جرم و جنایت … بازتابی از درجه بی‌نظمی مکانیسم‌های کنترل در یک جامعه است. به نوبه خود، جنایت همچنین به بی‌سازمانی کمک می‌کند، و بی‌سازمان‌دهی چنین مکانیسم‌های متعارفی به‌ویژه در شهرهای صنعتی بزرگ و به‌سرعت در حال رشد محتمل است، جایی که چنین بی‌سازمانی به جنایات بسیار سازمان‌یافته، و نیز اشکال کمتر سازمان‌یافته جرایم و بزهکاری گروهی و فردی اجازه می‌دهد.